# National Portrait Gallery (Londra)
La National Portrait Gallery di Londra è una celebre pinacoteca del Regno Unito, situata nei pressi di Trafalgar Square in St. Martin's Place, alle spalle della National Gallery.
È tra i 20 musei più visitati al mondo, con più di 2 milioni di visitatori nel 2012.
Al suo interno vi si trova una delle più vaste collezioni di ritratti al mondo: l'esposizione si articola su tre piani e conta più di 1.300 opere collocate in ordine cronologico, dal Rinascimento all'epoca contemporanea.

## Storia

### Fondazione e sedi
La significativa importanza che ricopre la ritrattistica nell'ambito della storia e della cultura britanniche spinse Philip Henry Stanhope, Thomas Babington Macaulay e Thomas Carlyle a fondare nel 1856 quella che all'epoca era la più grande area espositiva per ritratti esistente, nonostante ancora oggi detenga questo primato insieme ad altre celebri gallerie del mondo.
L'iniziativa di creare una galleria nazionale che avesse l'intenzione di offrire al pubblico una vasta raccolta dei ritratti raffiguranti i maggiori esponenti della storia, della cultura e della scienza della Gran Bretagna fu espressa per la prima volta dallo stesso fondatore Lord Stanhope già nel 1842. Dopo una serie di vicissitudini, dopo essere entrato alla Camera dei Lord, egli riuscì ad accattivarsi il consenso del parlamento e della Regina Vittoria solo nel 1856 per l'ottenimento dei fondi necessari alla realizzazione del museo. Complessivamente il governo stanziò una somma iniziale di 2.000 sterline, che consentì l'istituzione della fondazione il 2 dicembre 1856 presso degli alloggi temporanei al numero 29 di Great George Street. L'inaugurazione ufficiale avvenne il 15 gennaio 1859.
L'inadeguata sede iniziale, la crescita del numero delle opere esposte e l'aumento del numero dei visitatori (da 5.300 nel 1859 a 34.500 nel 1869) contribuirono a favorire un trasferimento in strutture più ampie ed idonee della Royal Horticultural Society's in Exhibition Road a South Kengsinton. Ben presto, anche a causa di un incendio e dell'aumento dei visitatori (80.000 nel 1877), la raccolta venne trasferita al Bethnal Green Museum, fino a quando, a causa della precarietà delle strutture e delle infiltrazioni di pioggia che deteriorarono alcune tele, si decise di costruire una sede permanente.
Il filantropo William Henry Alexander alla fine decise di donare la somma iniziale di 60.000 sterline a patto che il governo donasse un miglio di terreno nei pressi di St James Street e che proponesse come architetto Ewan Christian. I lavori ebbero inizio a St. Martin Place alle spalle della National Gallery e per il completamento Alexander aggiunse allo stanziamento iniziale altre 20.000 sterline ed un ritratto di John Thurloe.
Vi sono stati ulteriori ampliamenti della struttura nel corso del XX secolo, la prima nel 1933 finanziata da Lord Duveen, la seconda nel 2000 da parte di Christopher Ondaatje che occupa uno spazio compreso fra il museo e l'antistante National Gallery fornito di scala mobile per condurre alle esposizioni dei piani superiori.

### La raccolta

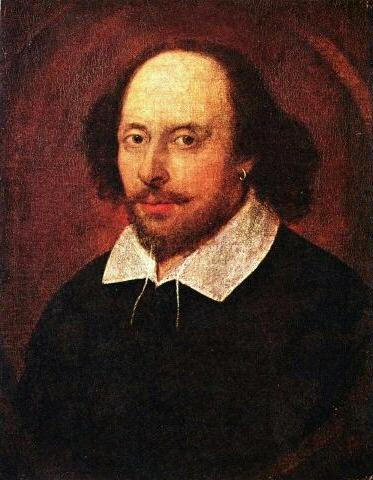
William Shakespeare, ritratto Chandos

La galleria ospita i ritratti dei più celebri personaggi della storia e della cultura inglese nelle più disparate forme artistiche, infatti oltre ai dipinti, vi sono sculture, fotografie e caricature. Nella collezione si annovera tra l'altro il celebre ritratto Chandos, uno dei più belli e verosimili fra quelli raffiguranti William Shakespeare.
Le opere artistiche ivi custodite coprono un lasso temporale che va dall'epoca della dinastia Tudor fino ai giorni nostri. Oltre a pregevoli opere, come gli autoritratti di Joshua Reynolds e William Hogarth, se ne custodiscono molte aventi, più che pregio artistico, una notevole importanza storica, come il ritratto anamorfico di Edoardo VI di William Scrots, di Sir Thomas More e della sua famiglia, dei partecipanti alla Conferenza di Somerset House del 1604, delle Sorelle Brontë, della Regina Vittoria e del Principe Alberto in una scultura in costume medievale.

## Esposizione
Lo spazio espositivo della collezione permanente si articola attraverso i tre piani dell'edificio ed è organizzato in ordine cronologico dall'ultimo piano verso il basso.

### Tudor Galleries (secondo piano)
- Sala 1 "i primi Tudor"
- Sale 2 e 3 "Elisabetta I e la sua corte"

Opere significative:
- Anonimo - Enrico VIII
- R. Lockey - Sir Thomas More e la sua famiglia
- Anonimo - Elisabetta I
- Anonimo - Anna Bolena
- John Taylor - Shakespeare

### Il Seicento (secondo piano)
- Sala 4 "La corte degli Stuart"
- Sala 5 "Carlo I e la guerra civile"
- Sala 6 "Uomini di scienza ed intellettuali del XVII secolo"
- Sala 7 "Carlo II e la restaurazione"
- Sala 8 "fine del XVII secolo"

Opere significative:
- Robert Walker - Oliver Cromwell
- Thomas Hawker - Carlo II
- J. Kerseboom - Robert Boyle
- J. M. Wright - La famiglia di Sir Robert Vyner
- John Hayls - Samuel Pepys
- Anonimo - John Wilmot
- John Closterman - Regina Anna

### Il Settecento (secondo piano)
- Sale 9 e 10 "Inizi del XVIII secolo"
- Sale 11, 12 e 13 "Arti del XVIII secolo "
- Sala 14 "La Gran Bretagna diventa una potenza mondiale"
- Sala 17 "Le guerre inglesi fra il 1793 ed il 1815"
- Sala 18 "I romantici"
- Sala 19 "La scienza e la rivoluzione industriale"
- Sala 20 "L'età delle riforme"

Opere significative:
- Giovanni Battista Pittoni - The Nativity with God the Father and the Holy Ghost
- George Stubbs - Autoritratto
- William Hogarth - Autoritratto
- Thomas Gainsborough - Autoritratto
- Joshua Reynolds - Autoritratto
- Joshua Reynolds - Edmund Burke
- John Hoppner - William Pitt il Giovane
- Thomas Lawrence - William Wilberforce
- William Beechey - Lord Nelson
- William Salter - Arthur Wellesley, duca di Wellington
- Joseph Wilson - James Wolfe
- Gilbert Stuart - George Washington
- Joseph Nollekens - due busti raffiguranti William Pitt, Charles James
- Benjamin Haydon - William Wordsworth
- Joseph Severn - John Keats
- Godfrey Kneller - Isaac Newton
- Godfrey Kneller - Christopher Wren
- Godfrey Kneller - Robert Walpole
- Carl Frederik von Breda - James Watt
- Nicolas de Largillière - James Francis Edward Stuart

### Età Vittoriana (primo piano)
- Sale 21 - 27 "Personaggi dell'epoca vittoriana
- Sale 28 e 29 "Fine dell'età vittoriana"

Opere significative:
- William Theed - Statua di Victoria e Albert in antico costume sassone
- Franz Xaver Winterhalter - Principe Albert
- John Singer Sargent - Octavia Hill
- Hubert von Herkomer - Robert Baden-Powell
- Patrick Branwell Brontë - Sorelle Brontë
- Daniel Maclise - Charles Dikens
- John Everett Millais - William Gladstone
- John Everett Millais - Benjamin Disraeli
- John Collier - Charles Darwin

### XX secolo (primo piano e piano terra)
- Sala 30 "Gran Bretagna durante la Prima guerra mondiale
- Sala 31 "Fra le due guerre"
- Sala 32 (balcony gallery) "La Gran Bretagna dal 1960 al 1990"
- Sala 33 "La Famiglia Reale"
- Sale 34 - 41 "La Gran Bretagna dal 1990"

Opere significative:
- Edward Burne-Jones - Rudyard Kipling
- Sam Walsh - Paul McCartney
- Ambrose McEvoy - Sir John Alcock
- William Orpen - David Lloyd George
- Walter Sickert - Sir Winston Churchill
- Frank Salisbury - Visconte Montgomery
- Glyn Philpot - Sir Oswald Moseley
- Dora Carrington - E. M. Forster
- Jan Juta - D. H. Lawrence
- Jacob Epstein - J. B. Shaw
- Jacob Epstein - T. S. Eliot
- Roger Fry - Bertrand Russel
- Peter Lambda - Laurence Olivier
- Elisabeth Frink - Alec Guinness
- Gertrude Hermes - Micael Trippett
- Eduardo Paolozzi - Richard Rogers
- Marino Marini - Henry Moore
- Andy Warhol - Elizabeth Taylor
- Helmut Newton - Margareth Thatcher

## Direttori
- George Scharf — (1857–1894/5)
- Lionel Cust — (1895–1909)
- Charles John Holmes — (1909–1916)
- James Milner — (1917–1927)
- Sir Henry Hake — (1927–1951)
- Charles Kingsley Adams — (1951–1964)
- David Piper— (1964–1967)
- Roy Strong — (1967–1973)
- John Hayes — (1974–1994)
- Charles Saumarez Smith — (1994–2002)
- Sandy Nairne — (2002 – in carica)